# Supervolcan

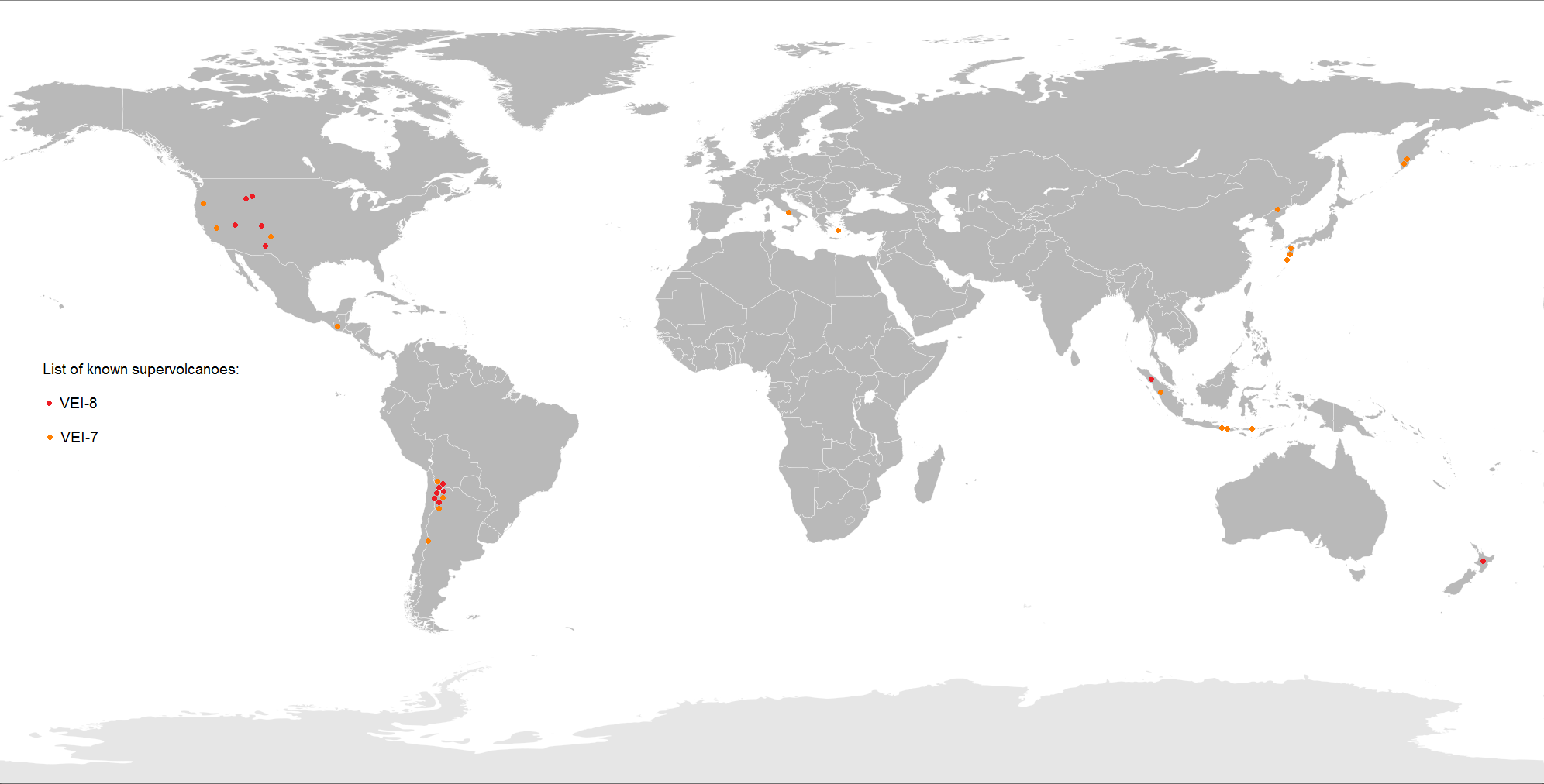
Carte des supervolcans connus dans le monde entier:
Indice d'explosivité volcanique (VEI) 8
Indice d'explosivité volcanique (VEI) 7

Un supervolcan est un volcan qui produit des superéruptions, les éruptions les plus importantes et les plus volumineuses sur Terre. L'intensité de ces explosions varie mais est suffisante pour créer des dommages considérables à l'échelle d'un continent et même avoir des effets sévères voire cataclysmiques pour le climat et la vie sur Terre. La plus récente explosion répertoriée d'un supervolcan date d'environ 26 500 ans, celle du lac Taupo en Nouvelle-Zélande.
Les supervolcans ne répondent à aucune définition qui fasse consensus. Un docufiction de la BBC a popularisé ce terme. Mais certains scientifiques l'utilisent pour décrire des explosions exceptionnelles en violence et en volume. L'Institut d'études géologiques des États-Unis (USGS) l'applique à toute éruption qui rejette plus de 1 000 km3 de ponce et de cendre en une seule explosion — cinquante fois le volume de l'éruption de 1883 du Krakatoa, en Indonésie, qui tua plus de 36 000 personnes : « Les volcans forment des montagnes ; les supervolcans les détruisent. Les volcans tuent plantes et animaux à des kilomètres à la ronde ; les supervolcans menacent d'extinction des espèces entières en provoquant des changements climatiques à l'échelle planétaire. »

## Origine du mot
« Le premier à suggérer l'idée de superéruption fut le géologue néerlandais Reinout Willem van Bemmelen en 1949, alors qu'il étudiait les dépôts volcaniques gigantesques entourant le lac Toba sur l'île de Sumatra en Indonésie. Le terme officiel fut employé la première fois en 1992 par les volcanologues M. R. Rampino et S. Self dans une lettre à la revue Nature décrivant les effets catastrophiques induits par cette éruption du Toba, il y a 74 000 ans ».
Le terme de supervolcan (supervolcano en anglais) est popularisé en 2000 par les producteurs de la BBC responsables des programmes Horizon de vulgarisation scientifique. Ce n'est pas au départ un terme utilisé en volcanologie mais le documentaire de la BBC l'ayant mis en lumière et suscité l'intérêt du grand public, le phénomène et les risques des supervolcans, relativement peu étudiés, ni vulgarisés jusque-là, menèrent à d'autres articles ou reportages sur ce sujet reprenant le terme de supervolcan. Il n'existe pas de terme générique, ni de critère scientifique d'explosivité minimale pour qualifier un supervolcan mais on retient au moins deux types d'éruptions identifiés comme tels :  
- les éruptions massives
- les grandes provinces ignées.

## Éruptions

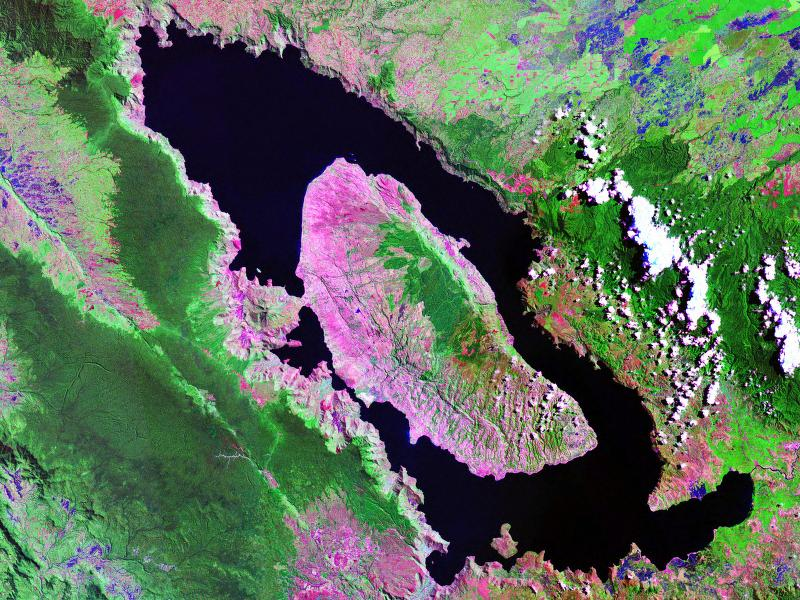
Image satellite en fausses couleurs du supervolcan du lac Toba d'une longueur de 100 kilomètres pour une largeur de 30 kilomètres.

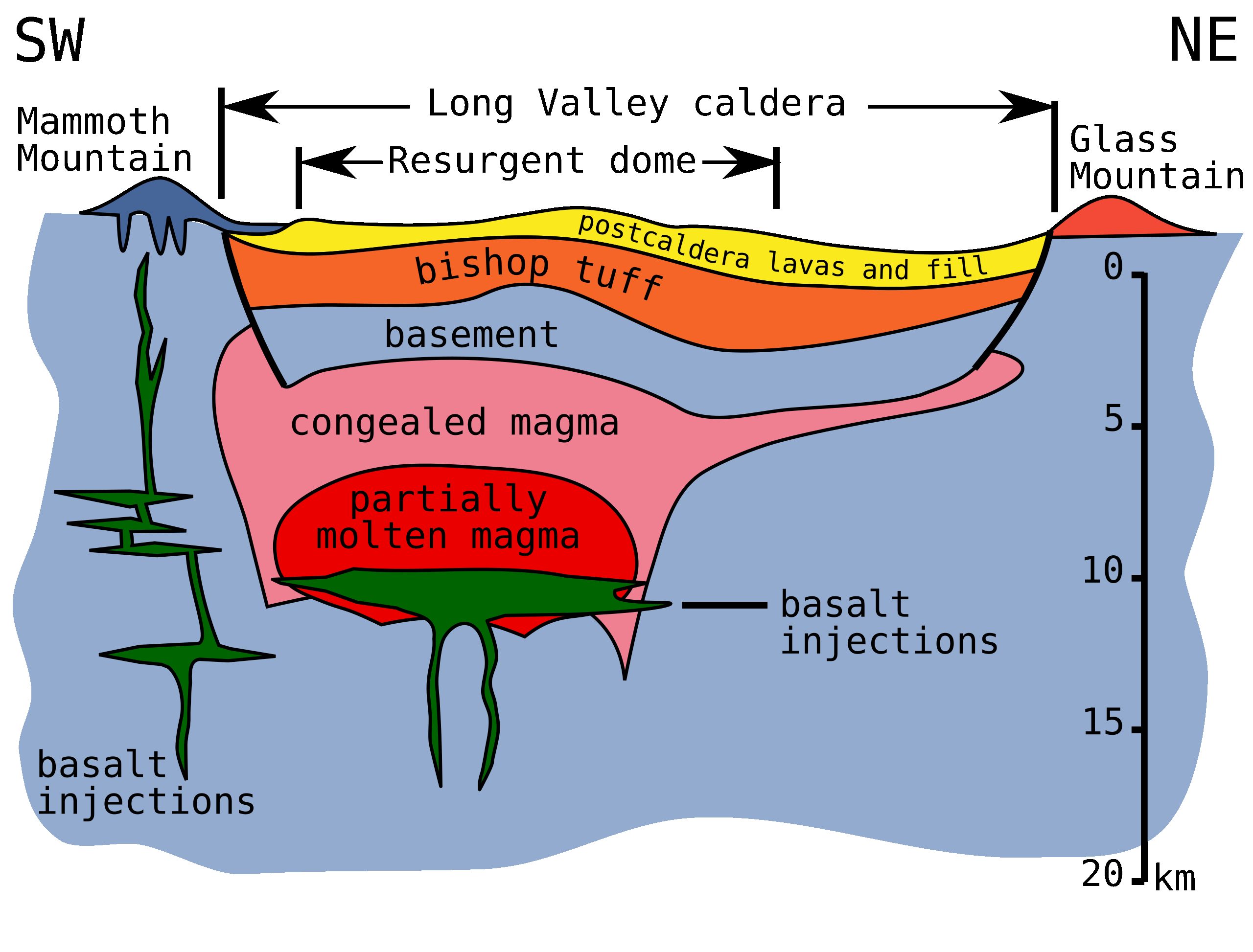
Coupe transversale du supervolcan de la caldeira de Long Valley.

Les conditions d'éruption d'un supervolcan recréées à l'European Synchrotron Radiation Facility (ESRF) en 2013 ont mis en évidence que ces éruptions peuvent se produire spontanément, par simple augmentation de la pression magmatique, sans besoin de cause externe comme la chute d'une météorite. L'échantillon synthétique reproduisant la composition des liquides magmatiques a été soumis à une pression de 36 000 atmosphères et une température de 1 700 °C,. La chambre magmatique d'un supervolcan est en effet beaucoup plus grande et chaude qu'un volcan normal, ce qui fait fondre partiellement la roche environnante. La chambre est ainsi déformable et son magma liquide a une densité inférieure à la roche solide environnante, aussi la poussée d'Archimède est suffisante pour causer des fissures de la croûte terrestre et permettre au magma de remonter. Cette plasticité de la chambre explique aussi pourquoi les supervolcans n'explosent pas souvent. En 2015, le laboratoire ID 27 de l'ESRF aidé d'une équipe de l'université d'Amsterdam ont prouvé que le mécanisme à l'origine de superéruptions, comme celle du point chaud de Yellowstone, pouvait se produire de manière spontanée sans chute de météorites. Une telle éruption abaisserait la température terrestre de 10 °C pendant dix ans.
Les superéruptions volcaniques sont beaucoup plus fréquentes que les chercheurs ne le pensaient. Les précédentes estimations de fréquence de ces cataclysmes réalisées en 2004, considéraient que ces éruptions se produisaient en moyenne tous les 45 000 à 714 000 ans. L'étude empirique de 2017 d'une équipe de l'université d'Oxford place cet intervalle entre 5 000 et 48 000 ans, la fréquence la plus probable étant de 17 000 ans.
Les éruptions de niveau 8 sur l'Indice d'explosivité volcanique ou échelle VEI (Volcanic Explosivity Index) sont qualifiées de mégacolossales ou apocalyptiques si elles ont permis l'expulsion d'au moins 1 000 km3 de magma et de matière pyroclastique. De telles explosions ont détruit toute vie dans un rayon de plusieurs centaines de kilomètres et des régions de l'échelle d'un continent ont pu être brûlées sous des mètres de cendres. Ces éruptions de niveau 8 ne forment pas de cône volcanique mais créent une caldeira circulaire, résultant de l'effondrement du sol sur l'emplacement de l'éruption pour remplir l'espace libéré de la chambre magmatique. La caldeira peut subsister des millions d'années après la disparition de toute activité volcanique.
Pour se situer sur l'échelle VEI, l'éruption du mont Saint Helens en 1980 aux États-Unis est de niveau 5 et la catastrophe de Santorin (1650 av. J.-C.) est de niveau 7.
Liste des événements volcaniques de niveau 8 depuis le début du Quaternaire (-2,58 millions d'années), d'après la base de données Volcano Global Risk Identification and Analysis Project, par ordre chronologique (entre parenthèses, le volume de téphras éjectés)  :
- Lac Taupo, caldeira rhyolitique située en Île du Nord, Nouvelle-Zélande : éruption Oruanui, VEI 8, il y a 26 500 ans environ (1 170 km3)[8]. À noter que ce volcan est responsable de nombreuses autres éruptions, de VEI comprises entre 4 et 6. Sa dernière éruption date de 260 apr. J.-C.[9].
- Lac Toba, Sumatra, Indonésie, il y a 73 000 ans (2 800 km3), plongeant la Terre dans un hiver volcanique. Une théorie récente d'anthropologistes américains, dont le professeur Stanley H. Ambrose de l'université de l'Illinois, pense que cette catastrophe est à l'origine d'une baisse drastique (dit « goulet d'étranglement génétique ») de la population des hominidés sur la Terre, puis d'une renaissance à partir d'un petit groupe survivant, ce qui expliquerait le patrimoine génétique unique de l'humanité. Cette théorie est connue sous le nom de théorie de la catastrophe de Toba, bien que cette dernière soit contestée.
- La caldeira de Maroa, volcan voisin de celui du Taupo, probablement partie intégrante du même système volcanique, en Nouvelle-Zélande, responsable de deux éruptions de VEI 8, une première en 335 000 av. J.-C., une deuxième (1 150 km3) en 325 000 av. J.-C.[10].
- Caldeira de Long Valley, en Californie, aux États-Unis : une éruption de VEI 8 (1 380 km3 d'après VOGRIPA[11]) a eu lieu il y a 760 000 ans, ouvrant une caldeira de 32 km sur 17 km. Les cendres tombèrent jusque dans le Nebraska et le Kansas. Une deuxième éruption massive, plus faible (VEI 7), a eu lieu 55 000 ans plus tard. Aujourd'hui, Long Valley est une des plus grandes caldeiras du monde. Sa géomorphologie et son altitude en ont fait une station de ski réputée de Californie. Elle connait une activité sismique, volcanique et hydrothermale importante depuis 1980 : séisme de magnitude 6 en 1998, dégazage de 133 tonnes de CO2 par jour avec disparition de la végétation, déformation du sol de 10 cm par an. Depuis 1997, a été mis en place un réseau de 36 stations sismiques, de plusieurs stations de mesure du CO2 et de 14 stations GPS.
- Mangakino, autre volcan voisin du Taupo, en Nouvelle-Zélande, source de plusieurs éruptions massives durant le Pléistocène[12], de VEI comprises entre 7 et 8. Le dernier évènement massif aurait eu lieu il y a 900 000 ans[13].
- Caldeira de Yellowstone, Wyoming, États-Unis, 2,2 millions d'années (2 500 km3) et 640 000 ans (1 000 km3).
- Complexe volcanique Corbetti, en Éthiopie : la caldeira d'Awasa se serait formée il y a un million d'années, au cours d'une éruption de niveau 8 sur l'échelle VEI.
- Hodaka-Dake, Honshū, Japon : plusieurs évènements de VEI 7 ou supérieur à 7 entre 1,3 million d'années et 1,8 million d'années av. J.-C. Deux éruptions sont classés VEI 8 par la base de données VOGRIPA[14]. Aujourd'hui, plusieurs stratovolcans sont actifs dans la région de l'ancienne caldeira, tels que le mont Asama.
- Cerro Galán, Argentine : caldeira du Pléistocène créée à la suite d'une éruption massive de VEI 8[15] il y a 2,2 millions d'années. Aujourd'hui, la caldeira est occupée en son centre par un stratovolcan atteignant l'altitude de 6 000 mètres, la date de son éruption la plus récente est inconnue[16].

Éruptions plus anciennes ( > 2,6 millions d'années) :
- Caldeira La Garita, Colorado, États-Unis, 27,8 millions d'années  (~5 000 km3). Il s'agit d'une des éruptions les plus massives connues à ce jour.
- Glen Coe, Écosse : en ce lieu, se serait produit, il y a 420 millions d'années, une ou plusieurs éruptions massives[17],[18].

Autres éruptions massives connues :
- Caldeira d'Aira, Kyūshū, Japon.
- Aso, Kyūshū, Japon.
- Champs Phlégréens, Campanie, Italie.

Zone toujours active avec un soulèvement du sol de 2 m depuis 1970.
- Caldeira de Kikai, îles Ryūkyū, Japon.
- Caldeira de Rabaul, Papouasie-Nouvelle-Guinée.

Espace volcanique actuel de type andésitique occupant la majeure partie de la pointe nord de la péninsule. Activité intense depuis 1980, puis éruption dévastatrice en 1994.
- Valle Grande, Nouveau-Mexique, États-Unis.
- El Tatio, sur l'Altiplano au Chili. Plus grand site de geysers de l'hémisphère sud.
- En France métropolitaine, l'immense volcan du Cantal s'est formé comme cela. Mais l'éruption qui lui a donné naissance est encore très mal connue à l'heure actuelle.

## Grandes provinces ignées
Les grandes provinces ignées sont les conséquences d'expulsions colossales de flots de basalte : d'énormes quantités de lave basaltique recouvrent d'une couche épaisse et plane de très grands secteurs, jusqu'à des parties entières d'un continent. Bien que non explosifs, les gaz et la poussière libérés par une telle éruption ont un impact climatique équivalent aux éruptions de niveau 8, par conséquent aux supervolcans. Ces inondations basaltiques, assez importantes pour former ces vastes provinces ignées, ont été suspectées d'être la ou une des causes des extinctions de masse du passé, dont les extinctions ultra-massives (extinction permienne) qui ont tué la majorité des espèces vivantes de l'époque ainsi que la plus connue bien que plus petite, l'extinction du Crétacé qui a vu disparaitre la plupart des dinosaures. Les grandes régions ignées incluant des éruptions se trouvent aux endroits suivants :
- Plateau brésilien, qui couvre environ la moitié du Brésil.
- Plateau du Columbia, au nord-ouest des États-Unis, recouvrant une grande partie de l'État de Washington, du nord de l'Oregon et de l'ouest de l'Idaho.
- Trapps du Deccan, dans le centre-ouest de l'Inde, à cheval sur les états du Gujarat, du Madhya Pradesh et du Maharashtra, ainsi que dans le sud du Rajasthan.
- Trapps de Sibérie, 2 000 000 km2, couvrant la majeure partie de la Sibérie occidentale et le plateau de Sibérie centrale, en Russie ; probablement à l'origine de l'extinction du Permien
- Plateaux ou trapps d'Éthiopie, couvrant la partie occidentale de l'Éthiopie.

Les deux plus grandes inondations basaltiques récentes ont été Eldgjá et Lakagígar, toutes deux en Islande. Elles ont profondément altéré le paysage environnant mais aucune n'a eu un impact suffisant pour être considérée comme un phénomène supervolcanique.

## Dans les médias
- Un docu-fiction en 2 parties intitulé Supervolcano a été diffusé sur la première chaîne de la BBC les 13 et 14 mars 2005 en Grande-Bretagne, puis sur Discovery Channel aux États-Unis et dans d'autres pays dont la France (M6 en juin 2005 puis W9 en décembre 2007). Ce documentaire avait été initialement programmé pour le nouvel an, mais il a été estimé que le sujet était trop sensible si près de la tragédie du séisme du 26 décembre 2004 dans l'océan Indien. Le docu-fiction s'attacha à démontrer les effets qu'aurait l'explosion du supervolcan de Yellowstone, à évaluer les différentes éruptions volcaniques équivalentes qui se sont produites à travers le monde et à en montrer les conséquences au travers d'images de synthèse.

Selon ce reportage, l'éruption pourrait recouvrir l'ensemble des États-Unis d'un centimètre de cendres volcaniques, causant des destructions massives à proximité et détruisant végétation et faune à travers le continent. Ce documentaire fut suivi quelques mois plus tard sur la seconde chaîne de la BBC et sur Discovery Channel d'un programme intitulé « Supervolcano : la vérité sur Yellowstone ».
- Un documentaire du National Geographic appelé Earth Shocks dépeint l'impact qu'a eu la rapide éruption du lac Toba il y a 75 000 ans causant un phénomène connu sous le nom d'« âge glaciaire » qui dura environ 1000 ans.
- Dans le film 2012, la caldeira de Yellowstone est le théâtre d'une gigantesque éruption volcanique qui recouvre l'Amérique du Nord sous une couche de cendres volcaniques.